# 1402년

## 연호
- 명(明) 건문(建文) 4년
- 일본(日本) 오에이(応永) 9년
- 호 왕조(胡朝) 티에우타인(紹成) 2년

## 기년
- 명(明) 혜종 건문제(惠宗 建文帝) 4년
- 조선(朝鮮) 태종(太宗) 2년
- 호 왕조(胡朝) 호한트엉(胡漢蒼) 2년

## 사건
- 앙카라 전투 - 티무르 제국의 티무르가 오스만 제국의 바예지드 1세를 격파하고, 그를 사로잡다.
- 음력 7월 - 조선이 무로마치 막부의 아시카가 요시미쓰에게, 작년에 해적 소탕에 대하여 고마움을 표시하고,  교린의 신의를 더욱 도탑게 해 달라는 취지의 서한을 보내었다.[1]
- 백성의 억울한 사정을 듣고 또 정적을 색출하기 위해 신문고를 설치함.

## 탄생
- 음력 3월 11일 - 조선의 정창손(鄭昌孫)
- 음력 9월 8일 - 조선의 이축(李蓄)
- 11월 23일 - 프랑스의 장 드 뒤누아(Jean de Dunois)

## 사망
- 조선(朝鮮)의 무신(武臣) 이지란(李之蘭)
- 음력 2월 5일 - 조선의 검교한성윤(檢校漢城尹) 류방택(柳方澤)
- 음력 4월 9일 - 조선의 청해군(靑海君) 이지란(李之蘭)
- 음력 10월 16일 - 조선의 고성군(高城君) 고려(高呂)
- 음력 11월 19일 - 조선의 참판승추부사(參判承樞府事) 강회백(姜淮伯)
- 음력 12월 18일 - 조선의 안변도호부사(安邊都護府使) 조사의(趙思義)
- 음력 12월 22일 - 조선의 청성백(淸城伯) 이거인(李居仁)

## 참고 문헌
- 맹사성 등 (1431). 《태종실록》.